# Геррик Герресхаймский

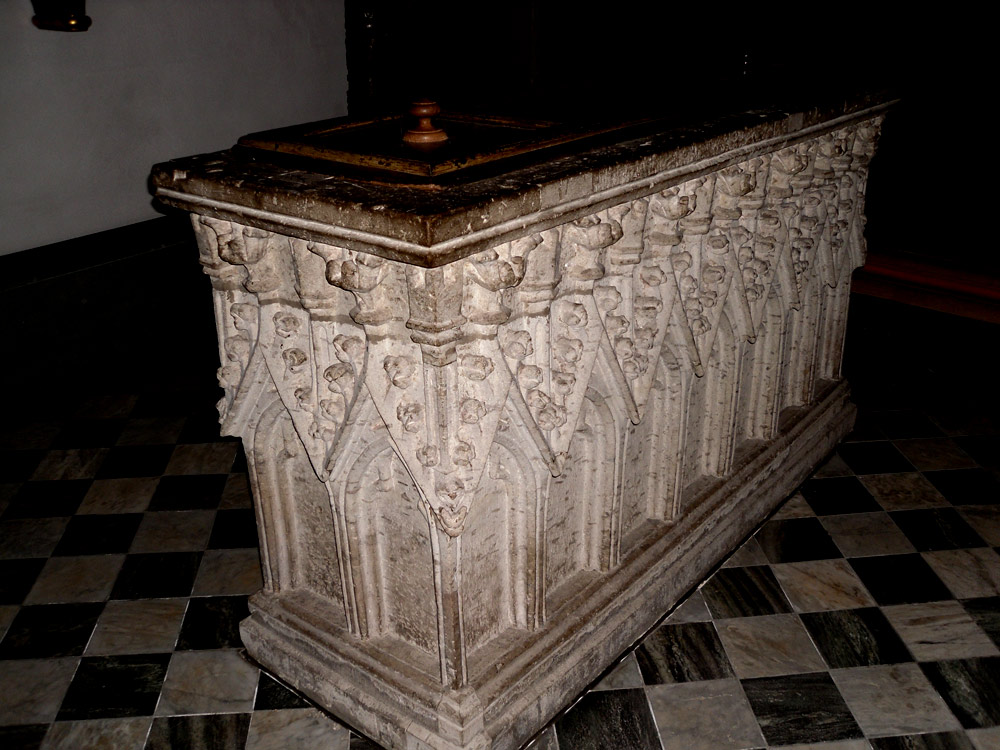
Саркофаг Геррика Герресхаймского в базилике Святой Маргариты, Дюссельдорф-Герресхайм.

Геррик Герресхаймский (лат. Gericus; нем. Gerich; IX век) — дворянин из франков, крупный землевладелец в окрестностях и пределах современного города Дюссельдорф (Германия).

## Общая информация
Почитается в Дюссельдорфе и его окрестностях, как основатель средневекового городка Герресхайм, ныне являющегося одним из 49-ти административных районов Дюссельдорфа.
Известность рыцарь Геррик приобрёл около 870 года, когда пожертвовал часть своей земли для строительства женского штифта (полумонастыря, в котором женщины жили по монашеским правилам, но в случае необходимости (например, намечавшегося замужества) могли покинуть стены обители и снова жить светской жизнью). Также за свои деньги построил все здания штифта, в том числе и церковь, которая ныне является католической базиликой Герресхайма.
Строительство штифта было связано с дочерью рыцаря Регинбиргой, которая не смогла выйти замуж и, после освящения штифта, была назначена церковными властями его первой настоятельницей.
После смерти Геррик был похоронен в церкви штифта и ныне его останки покоятся в базилике Св. Маргариты в высоком саркофаге неподалёку от входа. Саркофаг представляет собой тумбу, выполненную из цельного куска трахита, богато украшенную резьбой по камню (стрельчатые арки, зубчатые башенки и пр.). Несмотря на то, что местные жители вот уже несколько веков почитают его как святого в лике блаженных (местночтимый праведник), до сих пор Геррик официально не канонизирован католической церковью как святой.
В память о Геррике в Герресхайме его имя носят центральная площадь и фонтан на ней, улица, часовня, аптека, туристское бюро, школа, дом престарелых, спортивное общество.

## Легенда
В Герресхайма существует легенда, согласно которой, уже достраивая церковь штифта, у Герика закончились деньги. А тут как тут сам дьявол и предлагает пари: если прыгая с колокольни Геррик победит, то и деньги будут, а если нет, … Опасное пари. Поколебавшись, Геррик решился. И подошёл к делу серьёзно. Очень внимательно посмотрел вниз (а внизу рядом с церковью — заболоченное место, дальше — склон горы и лес). Примерился и полетел, ухватившись за канат и молясь Богу. Прыжок оказался очень удачным. Перелетев болото Геррик опустился прямо у кромки леса. Вот почему именно на этом месте была выстроена часовня его имени. А дьявол понадеялся на свои силы. И просчитался. Во время прыжка запутался в канате и упал в болото. Пари есть пари. С тех самых пор и красуется в Герресхайме церковь Святой Маргариты, а за ней виднеется часовенка Геррика…